# Pető János
Pető János (Mezőkövesd, 1940. október 22. – Miskolc, 2009. március 19.) magyar grafikus- és festőművész. Mezőkövesden és Miskolcon alkotott. Fia, Pál Pető János, Miskolcon élő képzőművész.

## Élete, munkássága

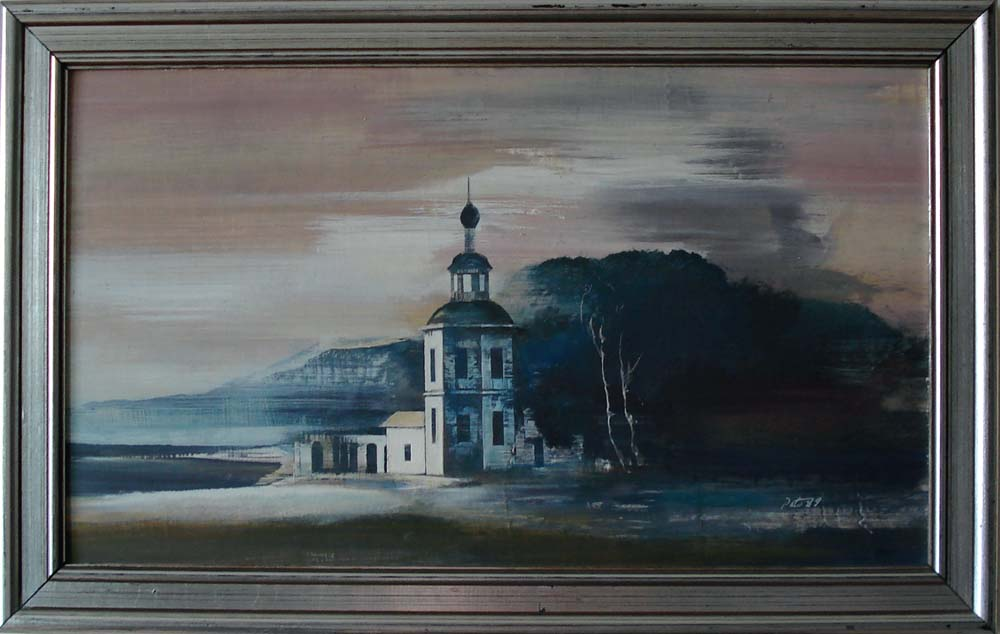
Pető János: Orosz táj (olaj, 37×64 cm, 1989)

Pető János Mezőkövesden született, öten voltak testvérek. Cipészmester édesapja is tehetségesen rajzolt, és a gyermek Pető János is sokat és jól rajzolt. Apjával együtt járt Dala József szakkörébe. Itt is hamar fény derült tehetségére, és a mester a budapesti Művészeti Gimnáziumba küldte tanulni. Az édesanya hímzéssel, varrással egészítette ki a családi kasszát. A középiskola után a Magyar Képzőművészeti Főiskolán tanult tovább (1959 és 1964 között), először festő, majd grafikus szakon. Mesterei  Ék Sándor, Fónyi Géza és Raszler Károly voltak.
Végzés után Mezőkövesdre költözött vissza, ahol öt évig tanított. Nyaranta a kecskeméti művésztelepen litográfiával foglalkozott. 1967-től 1970-ig Derkovits Gyula-ösztöndíjas volt. 1969-ben Miskolcra költözött, a Szinyei Merse Pál utcában lévő művésztelepre. Addig szinte kizárólagosan grafikával foglalkozott, Miskolcon festeni is elkezdett. 1987-ben szülővárosa hazahívta, Mezőkövesden egy parasztházat újítottak fel számára, ami helyt adott állandó kiállításának is. Évekig szervezett a kárpátaljai alkotóknak művésztelepet. Számos külföldi művésztelepen vett részt: Bulgáriában, Romániában, Szlovákiában, Lengyelországban és Oroszországban.
Mintegy ötven egyéni kiállítása volt országszerte, de külföldön is számos alkalommal szerepeltek alkotásai. 1971-ben például Picassóval, Chagall-lal, Kokoschkával állított ki közösen Lipcsében. Festményei visszafogott színvilágúak, általában barnás tónusúak. Festészeti és grafikai munkásságára a szürrealisztikus, a mindig jelenlévő finom hangulat jellemző. Verseket is írt, két kötete jelent meg, a hagyatékából akár összeállítható egy harmadik is. Verseit gyakran mondta el barátainak, sokukat megzenésítette, ezeket saját gitárjátékával kísérve adta elő. 
Tagja volt a Magyar Képző- és Iparművészek Egyesületének és a Matyóföld Írócsoportnak.
Művei számos hazai és külföldi közgyűjteményben is megtalálhatók: a Herman Ottó Múzeumban (Miskolc), a Miskolci Galériában (Miskolc), a Janus Pannonius Múzeumban (Pécs), a Magyar Nemzeti Galériában (Budapest), a Nógrádi Történeti Múzeumban (Salgótarján), valamint Rozsnyó, Kassa és Katowice galériáiban.

## Egyéni kiállításai
- 1968 – Művelődési Ház, Mezőkövesd
- 1968 – Csokonai Terem, Debrecen
- 1968 – Dürer Terem, Budapest
- 1969 – Művelődési Ház, Tokaj

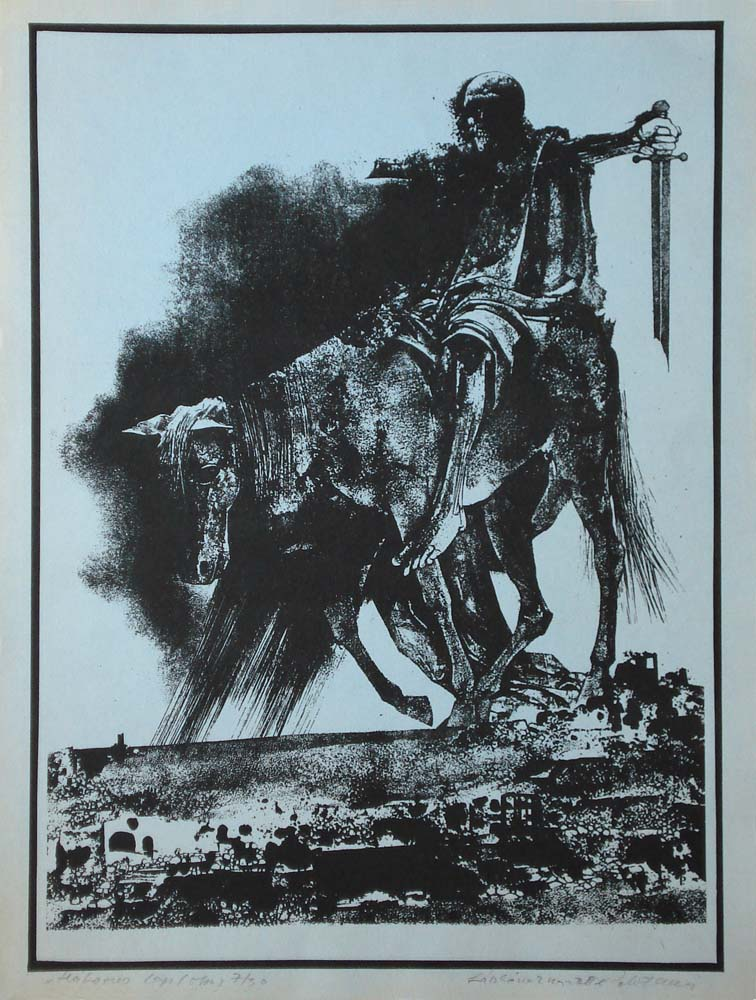
Pető János: Háborús lap (litográfia)

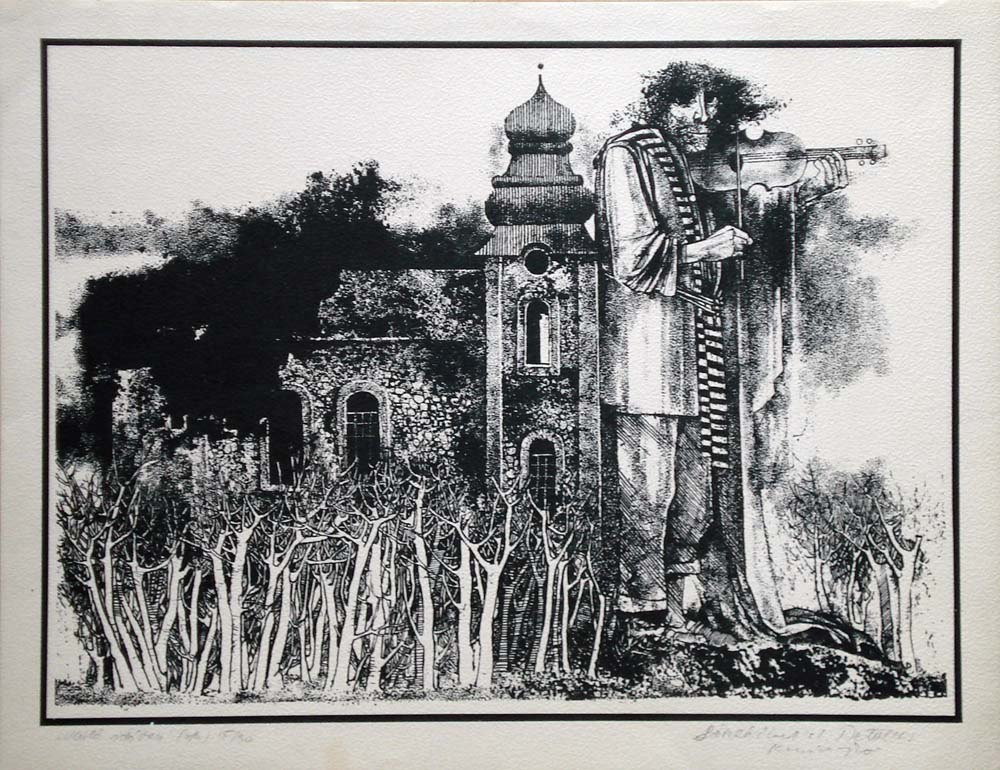
Pető János: Múló időben (litográfia)

- 1972 – Kulturális Kapcsolatok Intézete, Budapest
- 1973 – TV Galéria
- 1975 – Horváth E. Galéria, Balassagyarmat
- 1976 – Művelődési Ház, Sátoraljaújhely
- 1978 – Művelődési Ház, Kazincbarcika
- 1978 – Vasas Galéria, Miskolc
- 1979 – Művelődési Ház, Mezőkövesd
- 1979 – Tamási Galéria, Tamási
- 1980 – Könyvtár, Pécs
- 1980 – Galéria, Ózd
- 1980 – Művelődési Ház, Sátoraljaújhely
- 1980 – Miskolci Galéria, Miskolc
- 1980 – Magyar Néphadsereg Művelődési Ház
- 1980 – "M" Galéria
- 1982 – Miskolci Galéria, Miskolc
- 1984 – Szőnyi István Terem, Miskolc
- 1985 – Művelődési Ház, Mezőkövesd
- 1986 – Kossuth Lajos Tudományegyetem, Debrecen
- 1987 – Mini Galéria, Miskolc
- 1988 – Mezőkövesdi Galéria, Mezőkövesd
- 1988 – Ernst Múzeum, Budapest
- 1992 – Mezőkövesdi Galéria, Mezőkövesd
- 1997 – Miskolci Galéria, Miskolc
- 1998 – Mezőkövesdi Galéria, Mezőkövesd
- 2005 - Rózsa Étterem - Panzió, Mezőkövesd
- 2006 - Rózsa Étterem - Panzió, Mezőkövesd
- 2008 - Rózsa Étterem - Panzió, Mezőkövesd
- 2008 - Közösségi Ház, Bogács

## Válogatott csoportos kiállításai

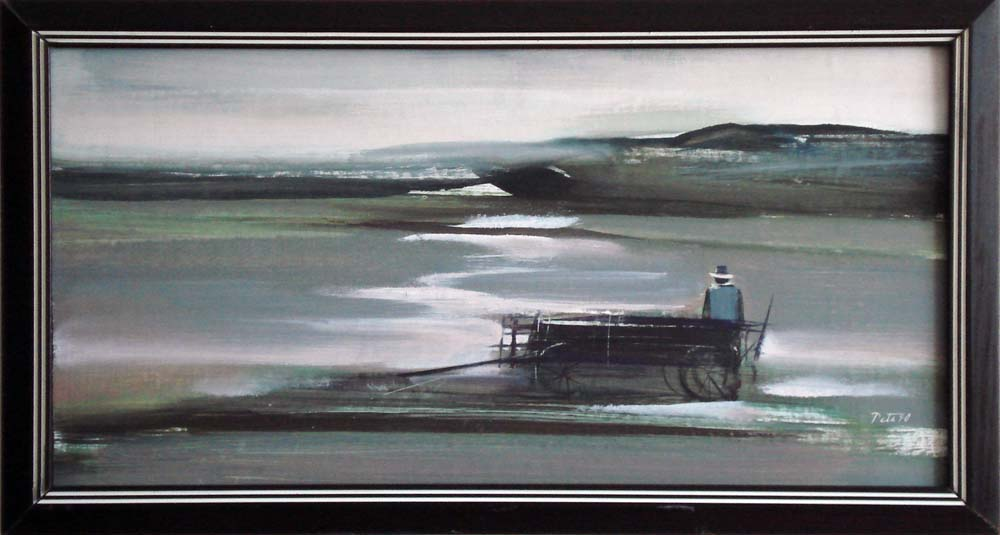
Pető János: Koratavasz (olaj, 35×69 cm, 1990)

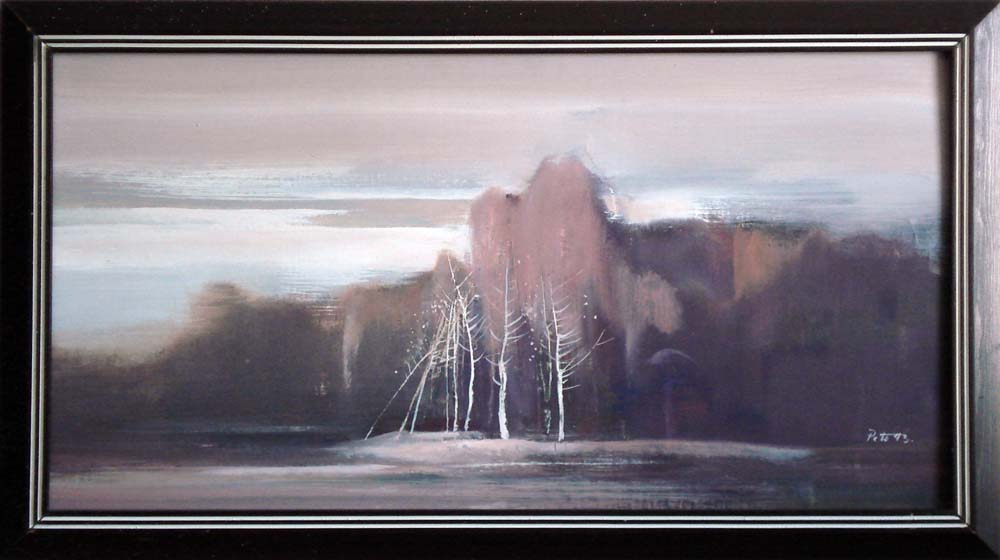
Pető János: Vörös fák (olaj, 35×68 cm, 1993)

- 1971 – Lipcse, Picassóval, Chagall-lal, Kokoschkával közös nemzetközi kiállítás,
- A Miskolci Téli Tárlat, a miskolci Országos grafikai biennále, a Szegedi nyári tárlat, a Salgótarjáni tavaszi tárlat és a Debreceni nyári tárlat állandó résztvevője volt
- 1979 – Katowice
- 1984 – Neubrandenburg
- 1984 – Műcsarnok, Budapest
- 1984 – Magyar Nemzeti Galéria, Budapest.

## Díjak, elismerések
- 1969 – V. Miskolci Országos grafikai biennále – Miskolc város díja
- 1968 – 1970 – Derkovits-ösztöndíj
- 1970-es évek – Fiatal Képzőművészek Stúdiója kiállításain öt alkalommal kapott díjat
- 1972 – Salgótarjáni Tavaszi Tárlat díja
- 1978 – Miskolci Téli Tárlat díja
- 1981 – Megyei KISZ Nívódíj, Miskolc
- 1982 – Munka Művészeti díj
- 1983 – XII. Országos grafikai biennále – Miskolc város díja
- 1984 – Egri IX. Országos Akvarell Biennále díja
- 1985 – Egri Felszabadulási Pályázat díja
- 1986 – Izsó Miklós-díj
- 1986 – Miskolci Téli Tárlat díja
- 1987 – Miskolci Felszabadulási Pályázat díja
- 2005 – Kondor Béla-díj